# Monodonta passalis
Monodonta passalis är en fjärilsart som beskrevs av Sir George Hamilton Kenrick 1907. Monodonta passalis ingår i släktet Monodonta och familjen gräsmott, Crambidae. Inga underarter finns listade i Catalogue of Life.